# Alya bint Ahmed Al Thani
Jequesa Alya bint Ahmed Al Thani (en árabe: علياء بنت أحمد بن سيف آل ثاني‎) (Doha, 1974) es una diplomática catarí que se desempeña como representante permanente de su país ante la Organización de las Naciones Unidas (ONU).

## Biografía
Su padre, el Jeque Ahmed bin Saif Al Thani, es un ex diplomático. Su tío también sirvió como diplomático. Nacida en 1974, es la hija mayor de seis hermanos. Se graduó con una licenciatura en economía de la Universidad de Catar y obtuvo una maestría en estudios internacionales y diplomacia en la Escuela de Estudios Orientales y Africanos de la Universidad de Londres en 2006. La tesis que presentó se tituló: «La aplicación de los derechos de las niñas en Qatar: camino a la cesación de la práctica del matrimonio a una edad temprana».

### Carrera
De junio de 2004 a marzo de 2007, trabajó como asesora y jefa de la división de derechos del niño del Consejo Superior de Asuntos de la Familia. Fue Consejera de la Misión Permanente de Catar ante las Naciones Unidas en Nueva York de abril de 2007 a mayo de 2009, cuando fue elevada al rango de Ministra Plenipotenciaria.
Luego fue Representante Permanente adjunta de Catar en la ONU desde mayo de 2010 hasta julio de 2011, cuando fue nombrada como representante Permanente ante la Oficina de la Organización de las Naciones Unidas en Ginebra. El 24 de octubre de 2013 fue anunciada como representante Permanente de Catar ante las Naciones Unidas en Nueva York.